# الکفاف
الکفاف (به عربی: الکفاف) یک منطقهٔ مسکونی در امارات متحده عربی است که در دبی، امارات واقع شده‌است.